# William Barlow (Geologe)
William Barlow (* 8. August 1845 in Islington, London; † 28. Februar 1934 in Great Stanmore, Middlesex) war ein britischer Kristallograph, Geologe und Mineraloge.
Barlow war der Sohn eines wohlhabenden Bauunternehmers und war zeit seines Lebens finanziell unabhängig, nachdem er 1875 beim Tod seines Vaters sein Erbe angetreten hatte. Er war anfangs selbst im Bauunternehmen seines Vaters tätig (die Wohnungen in Nord-London bauten), verfolgte aber nach Antritt seines Erbes wissenschaftliche Interessen, speziell in Mineralogie und Kristallographie.
1894 veröffentlichte er über die 230 Raumgruppen der Kristallographie. Er fand diese unabhängig von Arthur Schoenflies und Jewgraf Fjodorow, veröffentlichte aber später (Schönflies und Fjodorow fanden sie um 1890). Barlow fand seine Ergebnisse aber ebenfalls schon früher. Seine erste Veröffentlichung dazu war von 1888. Dabei sagte er auch zwei Typen kubischer Kristallstruktur bei Mineralien vom Natriumchlorid-Struktur-Typ voraus, was durch Röntgenkristallographie später bestätigt wurde (Bragg 1913).
Barlow verfolgte einen anderen, von seiner geometrischen Anschauung geprägten Zugang zur Klassifikation der Raumgruppen als Schönflies und Fjodorow, die eher mathematisch orientiert waren.
1915 bis 1918 war er Präsident der Mineralogical Society of Great Britain and Ireland. 1908 wurde er Fellow der Royal Society. Nach ihm sind die Dorsa Barlow auf dem Erdmond benannt.